# Димитър Дамянов
Димитър Дамянов е български футболист, офанзивен полузащитник.
Роден е на 25 август 1980 г. в Смолян. Юноша на ЦСКА, голмайстор на юношеския отбор. Играл е за Спартак (Варна), Феърплей, Добруджа, Миньор (Перник), Академик (Свищов), Локомотив (София), Родопа, Дунав и в Гърция. От пролетта на 2007 г. играе за Локомотив (Стара Загора). В А група има 57 мача и 10 гола. Полуфиналист за купата на страната през 2004 г. с Локомотив (Сф). Има 9 мача и 2 гола за младежкия национален отбор.

## Статистика по сезони
- Спартак (Вн) – 1999/ес. - А група, 1 мач/0 гола
- Добруджа – 2000/ес. - Б група, 14/2
- Миньор (Пк) – 2001/пр. - А група, 7/2
- Академик (Св) – 2001/02 – Б група, 14/5
- Академик (Св) – 2002/03 – Б група, 10/2
- Локомотив (Сф) – 2003/04 – А група, 19/2
- Локомотив (Сф) – 2004/ес. - А група, 4/0
- Родопа – 2005/пр. - А група, 14/5
- Родопа – 2005/ес. - А група, 5/0
- Гърция – 2006/пр. - C'Етники Категория
- Дунав – 2006/ес. - Източна Б група, 6/1
- Локомотив (СтЗ) – 2007/пр. - Източна Б група